# Tobias Andersson (simmare)
Tobias Andersson, född 1985, är en svensk simmare.

## Meriter
- SM (kortbana) 2005 - Lagkapp 4 x 100 meter frisim: 3:a tillsammans med Jesper Levander, Stefan Nystrand och Simon Sjödin.[1]

## Klubbar
- Höganäs SS (1991 - 2002)
- Växjö SS (2002 - 2004)
- Södertörns SS (2004 - 2005)
- Mölndals ASS (2005 -)